# أندرو رودريغيز
أندرو رودريغيز هو كاتب أغاني ومغني كندي، ولد في 1971 في السويد.

## وصلات خارجية
- الموقع الرسمي
- أندرو رودريغيز على موقع ميوزك برينز (الإنجليزية)